# Agardhiella banatica
Agardhiella banatica is een slakkensoort uit de familie van de Argnidae. De wetenschappelijke naam van de soort is voor het eerst geldig gepubliceerd in 1958 door Zilch.